# 北越盾
北越盾（越南语：／）为越南民主共和国从1946年11月3日到1978年5月2日间的货币。它可细分为10毫，每毫可分为10樞。

## 歷史
第一批北越盾於1946年11月3日由控制北越的越南共產黨發行，以取代先前的法屬印度支那元。

## 图像

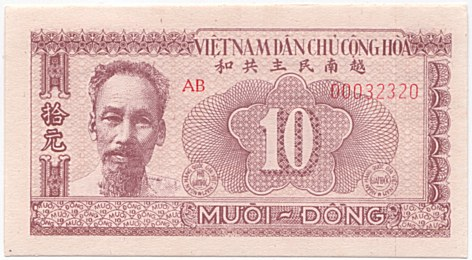
10 Dong (1951), 正面
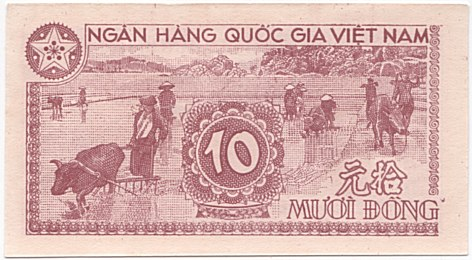
10 Dong (1951), 背面
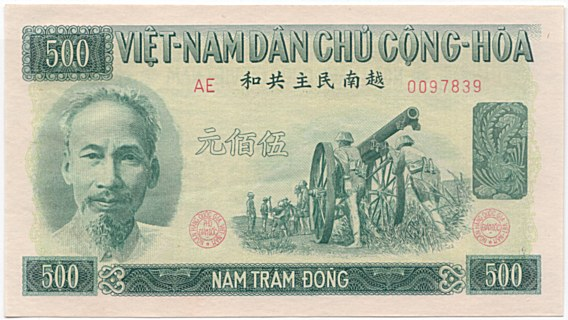
500 Dong (1951), 正面
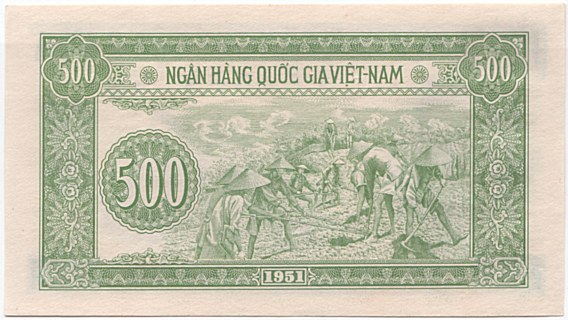
500 Dong (1951), 背面
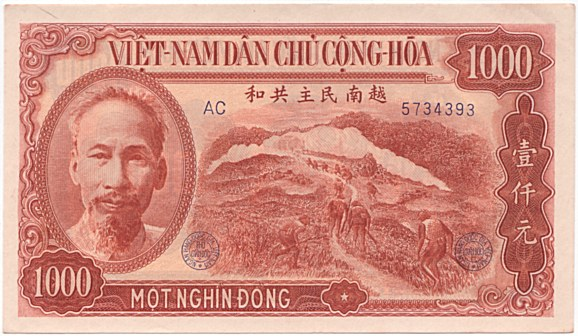
1000 Dong (1951), 正面
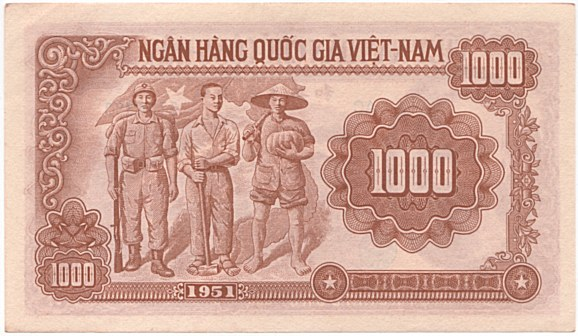
1000 Dong (1951), 背面
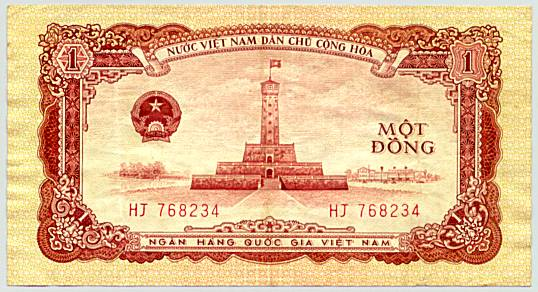
1 Dong (1958), 正面
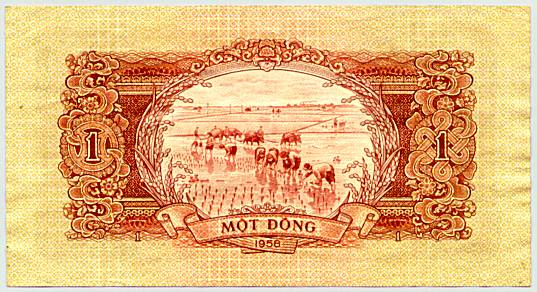
1 Dong (1958), 背面
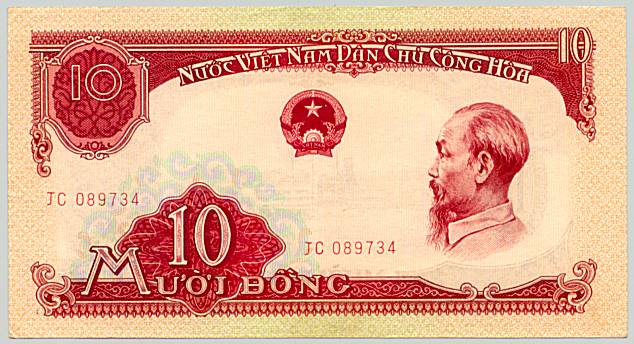
10 Dong (1958), 正面
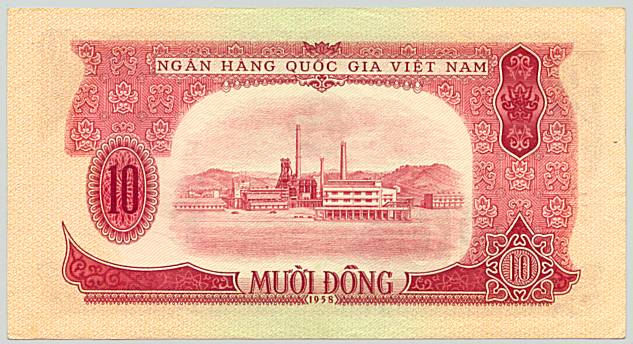
10 Dong (1958), 背面